# 手塚製作
株式會社手塚製作（株式会社手塚プロダクション）是日本一家動畫製作公司，主要業務為動畫相關企畫、製作及著作權管理。日本動畫協會正式會員。

## 歴史
1961年，手塚治虫成立了「手塚治虫製作動畫部」以製作影片及動畫；翌年，手塚治虫製作動畫部正式註冊成立「蟲製作」，並由手塚治虫擔任社長。1966年，蟲製作的版權部、出版部及營業部獨立為子公司「蟲製作商事」。
1968年，手塚治虫為方便漫畫制作及版權管理而成立了手塚製作。1970年，手塚製作從東京都新宿區高田馬場轉移至練馬區富士見台，並承租了一大廈的二、三樓作辦公室；其中二樓是用作員工辦公、生產及漫畫著作權管理等事務，三樓則是手塚自己的工作區。
起初，手塚治虫會將其作品分包至蟲製作，並交由他們進行動畫化；但能動畫化的作品不多。其後，在1960年代後期，手塚治虫原作以外的作品亦開始動畫化。直至1971年，手塚治虫作品的動畫變得幾乎没有，而手塚治虫亦在此時退任蟲製作社長。另外，手塚製作內部的動畫部門亦開始進行動畫製作；其後更完成動畫《神化嬌嬌女》的製作，此動畫於1971年至1972年播放。
在1973年蟲製作申請破產後，手塚製作開始全天候進行動畫製作，並在作為動畫工作室下開始迅速增長。1976年，手塚製作搬回高田馬場。
自1974年開始，手塚治虫已經不滿蟲製作所生產的第一套阿童木電影，並希望重製該系列。從1980年到1981年，手塚製作重製了《小飛俠阿童木》，並於日本電視台播放52集。
2007年，手塚製作開始了一個為期多年的項目－－將手塚治虫所有的出版漫畫系列進行數碼化及彩色化，總頁數超過150,000頁。手塚治虫的前私人助理會重新製作在手塚仍繪畫漫畫系列時所使的色卡，以確保新的著色過程是忠於手塚當時所使用的顏色。
2008年，手塚治虫的兒子手塚真表示他將會在手塚製作完成父親的遺作《森林傳說》。該片於2014年完成，同年8月於廣島國際動畫影展上舉行首映，而位於紐約的日本文化協會則於2015年2月21日舉行北美的首映。

## 作品一覽

### 電視動畫
| 上映年份       | 標題                                                 | 備注                                      |
| -------------- | ---------------------------------------------------- | ----------------------------------------- |
| 1971年－1972年 | 神化嬌嬌女                                           |                                           |
| 1973年         | 玲瓏三勇士                                           | 共同制作：東映動畫                        |
| 1980年－1981年 |                                                      |                                           |
| 1989年－1990年 | 寶馬神童                                             |                                           |
| 1989年－1990年 | 森林大帝                                             | 東京電視台版                              |
| 1990年－1991年 |                                                      |                                           |
| 1991年－1992年 | 青澀花園                                             |                                           |
| 1995年         | 忍空                                                 | 各話制作協力（元請：Studio Pierrot）      |
| 1995年－1996年 | H2                                                   | 各話制作協力 元請：PRODUCTION REED        |
| 1996年－1997年 | 水色時代                                             | 各話制作協力 元請：STUDIO COMET           |
| 1997年         | 手塚治虫的舊約聖書物語                               |                                           |
| 1997年－1999年 | 白鯨傳說                                             | 19話以降                                  |
| 1998年－1999年 | 危險調查員                                           | 各話制作協力、元請：MADHOUSE              |
| 2000年－2006年 | 哈姆太郎                                             | 各話制作協力 元請：TMS娛樂                |
| 2003年－2004年 | 鐵臂阿童木                                           |                                           |
| 2004年         | 火之鳥                                               |                                           |
| 2004年－2006年 | 怪醫黑傑克                                           |                                           |
| 2006年         | 怪醫黑傑克21                                         |                                           |
| 2006年－2010年 | 銀魂                                                 | 各話制作協力 元請：日昇動畫               |
| 2007年         | 意外                                                 | 共同制作：MADHOUSE                        |
| 2008年         | 艾莉森與莉莉亞                                       | 制作協力 元請：MADHOUSE                   |
| 2008年         | Ultraviolet: Code 044                                | 制作協力 元請：MADHOUSE                   |
| 2008年－2009年 | 星際寶貝                                             | 各話制作協力（元請：MADHOUSE）            |
| 2009年         | 星際寶貝：神奇大冒險                                 | 各話制作協力 元請：MADHOUSE               |
| 2009年         | 源氏物語千年紀 Genji                                 | 共同製作：TMS娛樂                         |
| 2009年         | 各話制作協力 元請：MADHOUSE                          |                                           |
| 2010年         | 爆漫王。                                             | 各話制作協力 元請：J.C.STAFF              |
| 2011年         | WOLVERINE                                            | 各話制作協力 元請：MADHOUSE               |
| 2011年－2012年 | 遊戲王ZEXAL                                          | 各話制作協力 元請：GALLOP                 |
| 2011年         | 紙箱戰機                                             | 各話制作協力 元請：OLM                    |
| 2011年－2012年 | 花牌情緣                                             | 各話制作協力 元請：MADHOUSE               |
| 2012年         | 紙箱戰機W                                            | 各話制作協力 元請：OLM                    |
| 2012年         | 坂道上的阿波羅                                       | 共同制作：MAPPA                           |
| 2012年－2013年 | 閃電十一人GO 時空之石                                | 各話制作協力 元請：OLM                    |
| 2012年－2014年 | 遊戲王ZEXAL II                                       | 各話制作協力 元請：GALLOP                 |
| 2013年         | 花牌情緣2                                            | 各話制作協力 元請：MADHOUSE               |
| 2013年－2014年 | 第一神拳 Rising                                      | 各話制作協力 元請：MADHOUSE、MAPPA        |
| 2014年         | 妖怪手錶                                             | 各話制作協力 元請：OLM                    |
| 2014年         | 金色琴弦3                                            | 各話制作協力 元請：TYO動畫                |
| 2014年         | 花舞少女                                             | 各話制作協力 元請：MADHOUSE               |
| 2014年－       | 遊戲王ARC-V                                          | 各話制作協力 元請：GALLOP                 |
| 2015年         | 戰國無雙4                                            |                                           |
| 2015年         | 小長門有希的消失                                     | 各話制作協力 元請：SATELIGHT              |
| 2015年         | 青年怪醫黑傑克                                       |                                           |
| 2016年         | TRICKSTER -來自江户川亂步「少年偵探團」-             | 各話制作協力 元請：TMS娛樂、新銳動畫      |
| 2017年         | 鬼平                                                 | 各話制作協力 元請：Studio M2              |
| 2017年         | 阿童木起源                                           | 協力 元請：OLM、Production I.G、SIGNAL.MD |
| 2018年         | 粗點心戰爭2                                          | 設定協力：feel.                           |
| 2018年         | 故鄉漫遊 日本的古老傳說                              | 各話制作協力 元請：Tomasson               |
| 2019年         | 多羅羅                                               | 共同制作：MAPPA                           |
| 2019年         | 五等分的新娘                                         |                                           |
| 2020年         | 安達與島村                                           |                                           |
| 2021年         | 异世界魔王与召唤少女的奴隶魔术Ω                      | 共同制作：Okuruto Noboru                  |
| 2021年         | 女朋友 and 女朋友                                    |                                           |
| 2021年         | 無敵俠 舞動的英雄                                    | 共同制作：龍之子製作公司                  |
| 2022年         | 魔法使黎明期                                         |                                           |
| 2022年         | 家裡蹲的日常                                         | 短篇動畫                                  |
| 2023年         | 傲嬌反派千金莉潔洛特與實況主遠藤同學及解說員小林同學 |                                           |
| 2023年         | 女神咖啡廳                                           |                                           |
| 2023年         | 我家的英雄                                           |                                           |
| 2023年         | 地下忍者                                             |                                           |
| 2024年         | 殺手寓言                                             |                                           |
| 2024年         | 我的妻子沒有感情                                     |                                           |
| 2024年         | 女神咖啡廳（第2季）                                  |                                           |
| 2026年         | 青梅竹馬的戀愛喜劇無法成立                           |                                           |

### 動畫電影
- 奇怪的一日（1970年）
- 火鳥系列
  - 火鳥2772 愛的宙域（1980年）
  - 火鳥 鳳凰篇（参加企劃協力，實際由MADHOUSE制作，1986年）
- JUMPING（1984年）
- おんぼろフィルム（1985年）
- Push（1987年）
- 村正（1987年）
- 安妮的日記（制作元請：MADHOUSE，1995年）
- 怪醫黑傑克系列
  - 怪醫黑傑克 劇場版（1996年）
  - 怪醫黑傑克 兩位神秘醫師（2005年）
  - Dr.皮諾可的森林的冒險（2005年）
- 森林大帝 劇場版（1997年）
- 大雄的南海大冒險（制作元請：SHIN-EI動畫，協力，1998年）
- 大都會（参加企劃協力，實際由MADHOUSE制作，2001年）
- 蠟筆小新：風起雲湧 猛烈！大人帝國的反擊（制作元請：SHIN-EI動畫，動畫協力，2001年）
- 森林傳說（2003年）
- 我是孫悟空（2003年）
- 劇場版 AIR（制作元請：東映動畫，協力制作，2005年）
- 老鼠物語：喬治和杰拉爾德的冒險（制作元請：MADHOUSE，制作協力，2007年）
- 佛陀 -美麗的紅色沙漠-（制作元請：東映動畫，制作協力，2011年）
- 卜多力的一生（2012年）
- 被狙擊的學園（制作元請：日昇動畫，制作協力，2012年）
- 喬凡尼的島（制作元請：Production I.G，制作協力，2014年）

## 外部連結
- 手塚治虫 （页面存档备份，存于） （日語）